# Provincia de Bắc Kạn
Bac Kan (en vietnamita: Bắc Kạn) fue una de las provincias que conformaban la organización territorial de la República Socialista de Vietnam. Existió desde 1997 hasta su fusión con la provincia de Thái Nguyên en 2025.

## Geografía
Bac Kan se localiza en la región de la Noreste (Đông Bắc). La provincia mencionada posee una extensión de territorio que abarca una superficie de 4.857,2 kilómetros cuadrados.

## Demografía
La población de esta división administrativa es de 298.900 personas (según las cifras del censo realizado en el año 2005). Estos datos arrojan que la densidad poblacional de esta provincia es de 61,54 habitantes por cada kilómetro cuadrado.

## Economía
Bac Kan es una provincia montañosa, y posee considerables recursos naturales (en particular los provenientes de la minería y la silvicultura). La provincia también da lugar a cierta actividad turística ya que cuenta con montañas, ríos y lagos muy pintorescos. El Lago de Ba Be (parte del parque nacional de Ba Be) es un destino muy popular. Se trata de un lago de orografía muy peculiar, porque está constituido por 4 brazos alargados, de diferente anchura, en forma de estrella irregular.